# Elecciones municipales de 2015 en Fuerteventura
El 24 de mayo de 2015 se celebraron elecciones municipales en los 6 municipios de la isla canaria de Fuerteventura. Ese día también se celebraron elecciones al Cabildo de Fuerteventura y al Parlamento de Canarias.
| ← Elecciones municipales de 2015 en Fuerteventura → | ← Elecciones municipales de 2015 en Fuerteventura → | ← Elecciones municipales de 2015 en Fuerteventura → | ← Elecciones municipales de 2015 en Fuerteventura → | ← Elecciones municipales de 2015 en Fuerteventura → | ← Elecciones municipales de 2015 en Fuerteventura → |
| Municipio                                           | Municipio                                           | Partido                                             | Votos                                               | %                                                   | Concejales                                          |
| --------------------------------------------------- | --------------------------------------------------- | --------------------------------------------------- | --------------------------------------------------- | --------------------------------------------------- | --------------------------------------------------- |
|                                                     | Antigua 17 concejales                               | APA                                                 | 1.058                                               | 31,49%                                              | 7                                                   |
| CC                                                  | Antigua 17 concejales                               | 689                                                 | 20,51%                                              | 4                                                   |                                                     |
| PP                                                  | Antigua 17 concejales                               | 427                                                 | 12,71%                                              | 2                                                   |                                                     |
| PSOE                                                | Antigua 17 concejales                               | 363                                                 | 10,80%                                              | 2                                                   |                                                     |
| AMF                                                 | Antigua 17 concejales                               | 287                                                 | 8,54%                                               | 2                                                   |                                                     |
|                                                     | Betancuria 7 concejales                             | UPBE                                                | 305                                                 | 63,94%                                              | 6                                                   |
| CC                                                  | Betancuria 7 concejales                             | 79                                                  | 16,56%                                              | 1                                                   |                                                     |
|                                                     | La Oliva 21 concejales                              | PPMAJO                                              | 1.519                                               | 23,10%                                              | 5                                                   |
| CC                                                  | La Oliva 21 concejales                              | 1.330                                               | 20,23%                                              | 5                                                   |                                                     |
| PP                                                  | La Oliva 21 concejales                              | 866                                                 | 13,17%                                              | 3                                                   |                                                     |
| PSOE                                                | La Oliva 21 concejales                              | 767                                                 | 11,67%                                              | 3                                                   |                                                     |
| VOTEMOS                                             | La Oliva 21 concejales                              | 764                                                 | 11,62%                                              | 3                                                   |                                                     |
| NC                                                  | La Oliva 21 concejales                              | 584                                                 | 8,88%                                               | 2                                                   |                                                     |
|                                                     | Pájara 17 concejales                                | PSOE                                                | 1.931                                               | 33,00%                                              | 7                                                   |
| CC                                                  | Pájara 17 concejales                                | 1.224                                               | 20,92%                                              | 4                                                   |                                                     |
| AMF                                                 | Pájara 17 concejales                                | 523                                                 | 8,94%                                               | 2                                                   |                                                     |
| PP                                                  | Pájara 17 concejales                                | 522                                                 | 8,92%                                               | 2                                                   |                                                     |
| PPMAJO                                              | Pájara 17 concejales                                | 436                                                 | 7,45%                                               | 1                                                   |                                                     |
| NC                                                  | Pájara 17 concejales                                | 403                                                 | 6,89%                                               | 1                                                   |                                                     |
|                                                     | Puerto del Rosario 21 concejales                    | CC                                                  | 3.853                                               | 27,79%                                              | 7                                                   |
| PSOE                                                | Puerto del Rosario 21 concejales                    | 2.632                                               | 18,98%                                              | 4                                                   |                                                     |
| PP                                                  | Puerto del Rosario 21 concejales                    | 2.137                                               | 15,41%                                              | 4                                                   |                                                     |
| NC                                                  | Puerto del Rosario 21 concejales                    | 1.223                                               | 8,82%                                               | 2                                                   |                                                     |
| AMF                                                 | Puerto del Rosario 21 concejales                    | 1.168                                               | 8,42%                                               | 2                                                   |                                                     |
| IUC-LV-UP-ALTER                                     | Puerto del Rosario 21 concejales                    | 850                                                 | 6,13%                                               | 1                                                   |                                                     |
| PPMAJO                                              | Puerto del Rosario 21 concejales                    | 721                                                 | 5,20%                                               | 1                                                   |                                                     |
|                                                     | Tuineje 17 concejales                               | CC                                                  | 1.777                                               | 29,44%                                              | 6                                                   |
| PSOE                                                | Tuineje 17 concejales                               | 1.384                                               | 22,93%                                              | 4                                                   |                                                     |
| PP                                                  | Tuineje 17 concejales                               | 1.116                                               | 18,49%                                              | 3                                                   |                                                     |
| PPMAJO                                              | Tuineje 17 concejales                               | 563                                                 | 9,33%                                               | 2                                                   |                                                     |
| NC                                                  | Tuineje 17 concejales                               | 446                                                 | 7,39%                                               | 1                                                   |                                                     |
| AMF                                                 | Tuineje 17 concejales                               | 315                                                 | 5,22%                                               | 1                                                   |                                                     |